# Stolzenau
 (février 2020).

Situation dans l'arrondissement

Stolzenau est une commune de l'arrondissement de Nienburg/Weser en Basse-Saxe. Ce chef-lieu d’agglomération (Samtgemeinde Mittelweser) est traversé par la Weser.

## Géographie
Stolzenau est une petite ville de la moyenne vallée de la Weser, succession de marais maritimes et de geest (bocages). Elle se trouve au sud-ouest du chef-lieu d'arrondissement, Nienburg/Weser, en rive gauche du fleuve.

### Communes voisines
La commune est limitrophe au nord du village de Steyerberg et à l'est des communes de Landesbergen et de Leese. Au sud-est, la limite coïncide avec celle du Land de Rhénanie-du-Nord-Westphalie (Arrondissement de Minden-Lübbecke, Petershagen) et au sud-ouest et à l'ouest, avec celles de l'agglomération de Uchte.
Depuis la réforme administrative du 1er mars 1974, la commune de Stolzenau regroupe plusieurs faubourgs :
- Stolzenau (centre)
- Schinna
- Frestorf
- Hibben
- Müsleringen
- Nendorf
- Holzhausen
- Anemolter
- Diethe
- ainsi que les villages d’Alterkamp, Böthel, Sögeberg et Kohlenweyhe.

## Histoire
La découverte d'un tumulus en 2008 entre Stolzenau et Müsleringen montre que la région est habitée dès le Néolithique.
En 1346, les comtes de Hoya construisent leur château fort non loin d'un village autour duquel s'agrandit Stolzenau.
Stolzenau apparaît dans les sources historiques le 23 février 1370. Ce toponyme signifie « fière rivière » (Stolze Aue) et il prend les formes écrites Stoltenouwe, Stoltenow, Stotzenow, Stoltzenaw et Stoltzenawe. Le château est l'une des résidences saisonnières des comtes de Hoya. À la mort du comte Frédéric en 1503, le comté de Hoya devient vassal des  ducs de Brunswick-Lunebourg. Jusqu'à la mort du dernier comte de Hoya, Othon VIII en 1582, elle demeure la terre d'élection des aristocrates de la maison de Hoya, puis est annexée au duché de Brunswick-Lunebourg.
En 1594, 85 maisons du village sont détruites par un incendie.

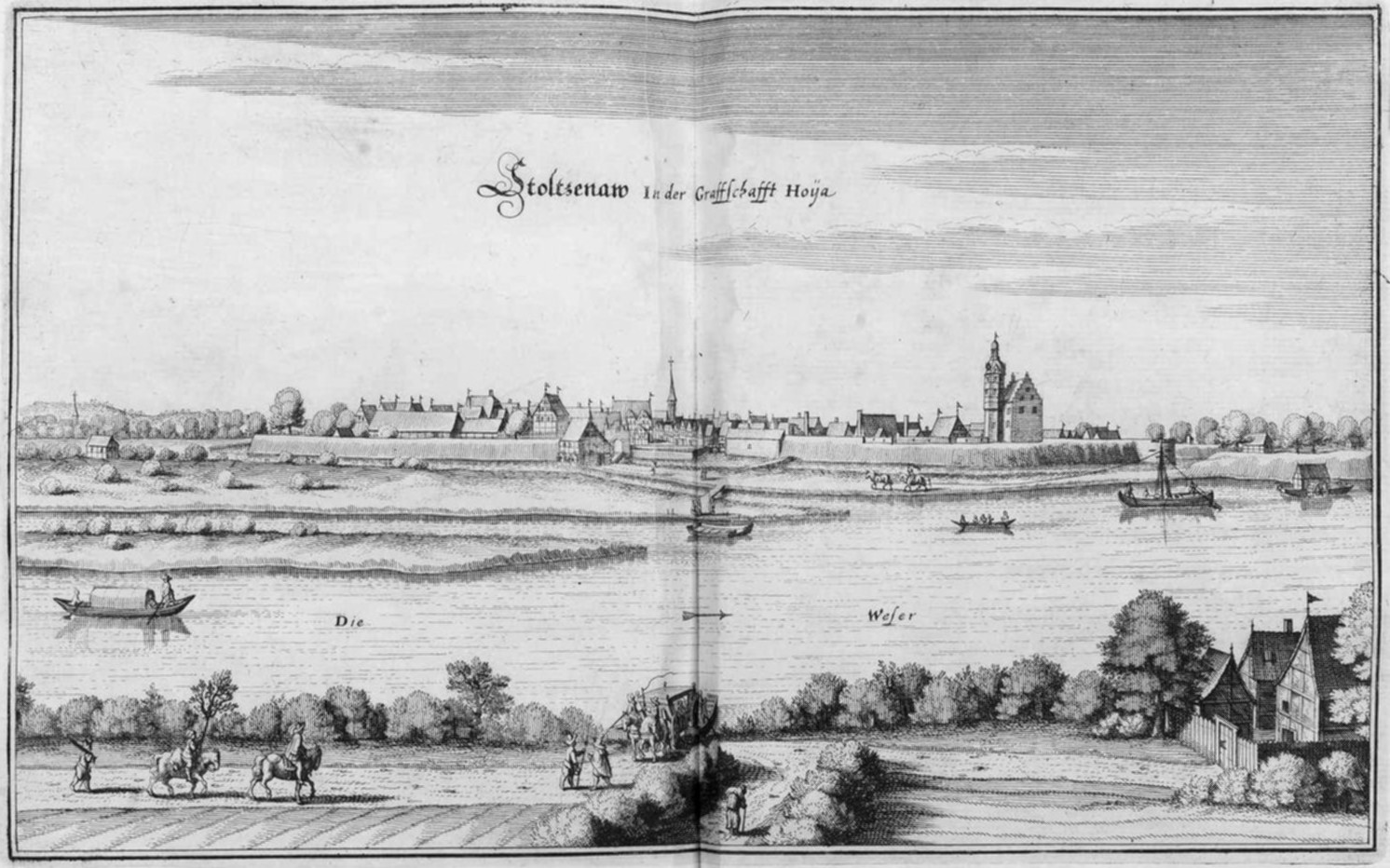
Gravure de Stolzenau par Matthäus Merian (1647).

Au cours de la guerre de Trente Ans, les lansquenets du comte de Tilly s'emparent de Stolzenau le 15 août 1625. Le 26 octobre 1625, la ville est rendue aux  Danois ; puis elle est sans cesse assiégée et pillée par les belligérants des deux camps. De graves épidémies, comme la « peste sanglante » (Blutpest) de 1624, ou une dermatose purulente déciment la population.
Au moment de la Paix de Westphalie, le bailliage de Stolzenau et le village sont en ruines. Il souffre nettement moins des affres de la guerre de Sept Ans, et est simplement occupé par les Français.
La ville ne reprend son expansion qu'après 1815 : son église est construite en 1828, l'hôtel de ville de 1885, et elle devient chef-lieu du nouvel arrondissement de Stolzenau en 1884. Le château héberge les services administratifs, puis devient un camp de travaux forcés. On y aménage des logements en urgence en 1945, et il est rasé en 1965 pour construire l'école professionnelle.
En 1907, le service des pompiers de Stolzenau est institué sur proposition du conseiller régional Hugh Wilhelm Bergmann (en exercice de 1902 à 1917) et du bourgmestre W. Schröder. Malgré un fort développement immobilier depuis 1950, le centre ville conserve son caractère médiéval.
Am 1er novembre 2011, Stolzenau fusionne avec les communes membres de l'agglomération de Landesbergen, pour former l'agglomération de Mittelweser.

### Démographie
| 31 décembre 2011 | 7 355 habitants |
| 1er juillet 2008 | 7 650 habitants |
| 28 novembre 2006 | 7 714 habitants |
| 30 juin 2006     | 7 527 habitants |
| 16 mars 2006     | 7 638 habitants |
| 31 décembre 2005 | 7 536 habitants |
| 30 juin 2005     | 7 511 habitants |
| 31 décembre 2004 | 7 532 habitants |

### Jumelages
- Luzino, Pologne, depuis 2006

## Culture et tourisme

### Musées
- Le Musée patrimonial de Stolzenau présente des vestiges de l'histoire de Stolzenau[5].
- Le Musée de la Poupée présente plus 500 jouets anciens, restaurés[6].

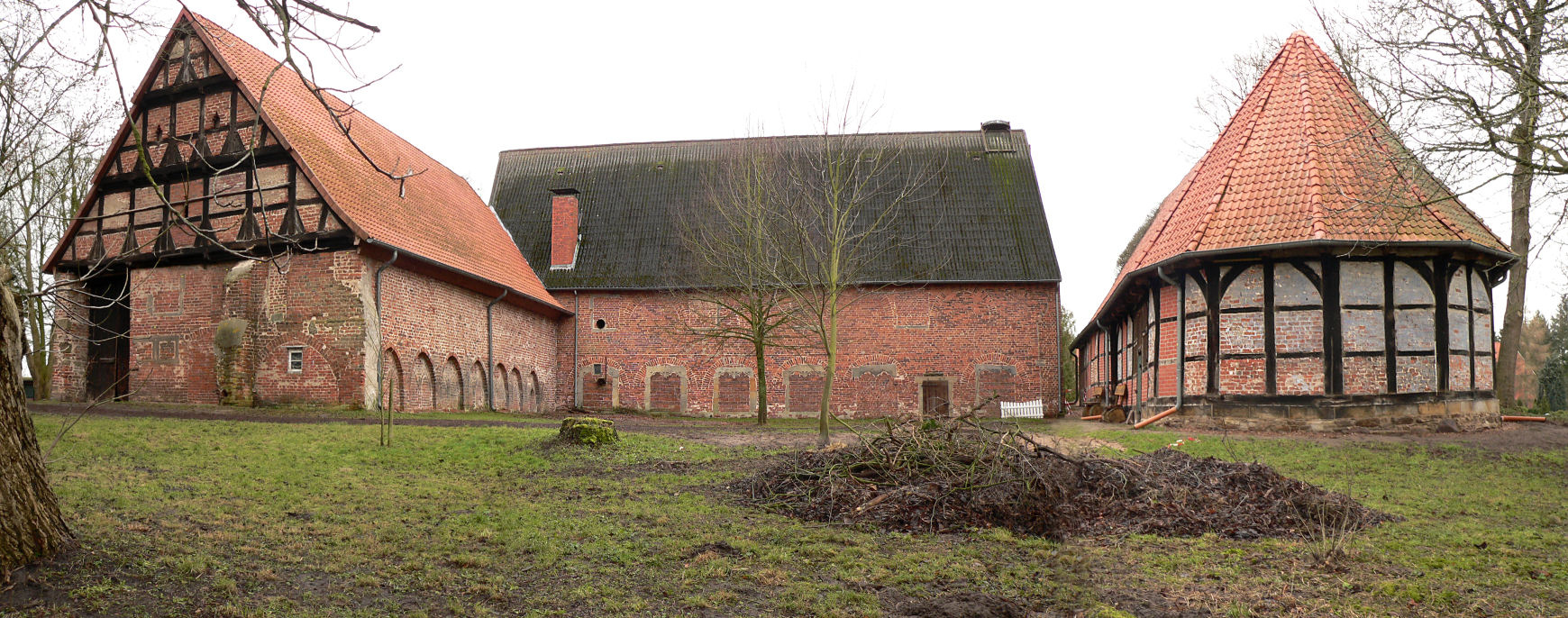
L'abbaye de Schinna

### Monuments

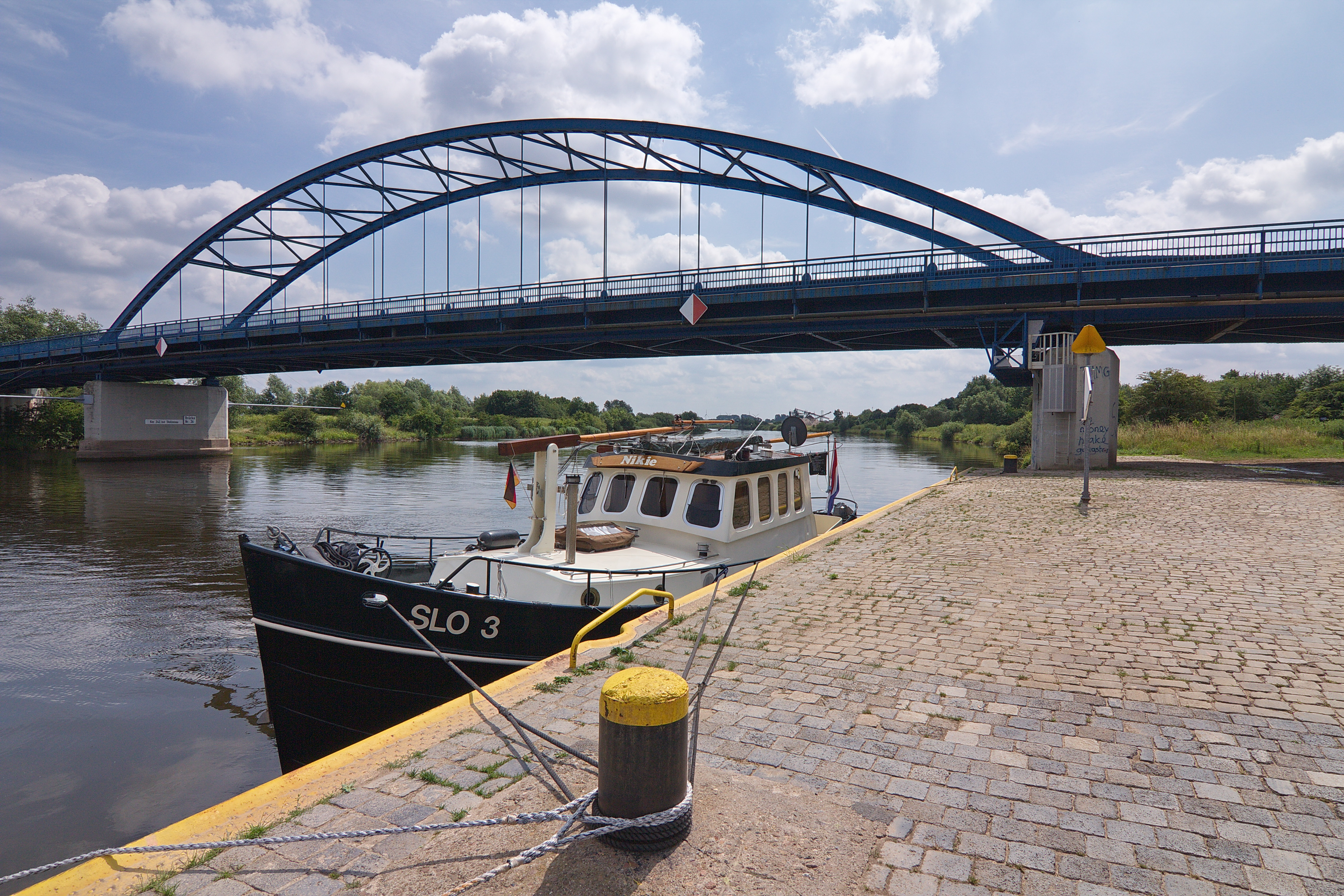
Pont sur la Weser de Stolzenau.

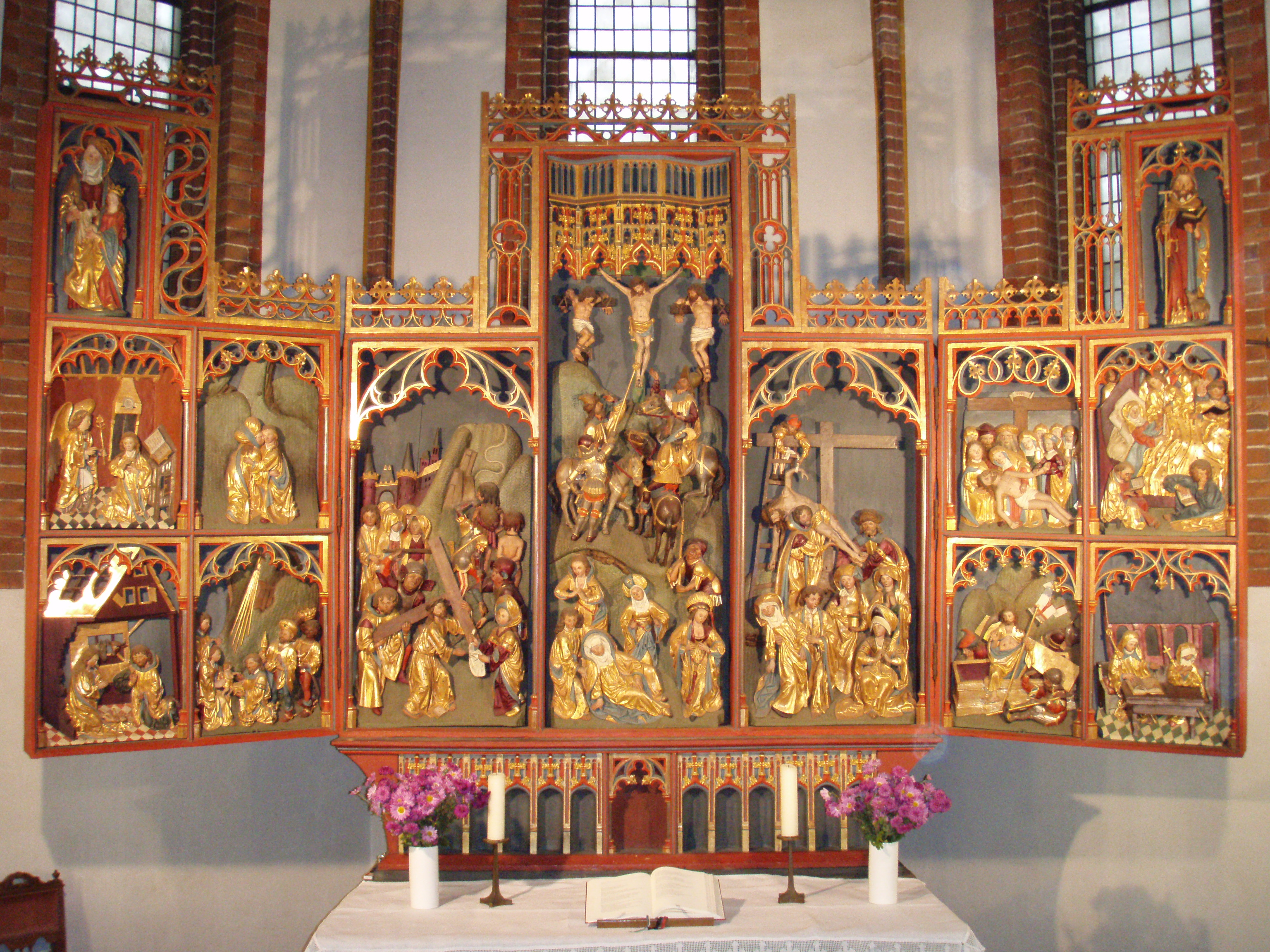
Autel de l'église Saint-Vit de Schinna

- Le clocher de l'église Saint-Jacques (aujourd'hui temple protestant), haute de 45 m a été édifiée en 1679 : c'est ce qu'on appelle un « clocher tors[7]. »
- L'autel ciselé de l'église Saint-Vit (1886), à Schinna, remonte au XVe siècle[8].
- L’abbaye de Schinna[9].
- L'actuel pont sur la Weser remplace un pont dynamité en 1945.
- L'hôtel de ville, parfaite expression du gothique de brique, date de 1885.
- La plus vieille sépulture du cimetière juif de Stolzenau date de 1729.
- Grâce à des travaux de réparation, le vieux centre-ville, avec ses maison à colombages, a conservé son caractère médiéval.
- Le Monument aux morts de Stolzenau se dresse au sommet d'une prairie, entourée de vieux arbres.
- Le vieil horloge du carrefour Am Markt - Lange Strasze a été remis en place en 1996 grâce à une souscription privée[10]
- Le château des comtes de Hoya a été démoli en 1965 ; l'emplacement est à présent occupé par une école professionnelle (Schlossschule).

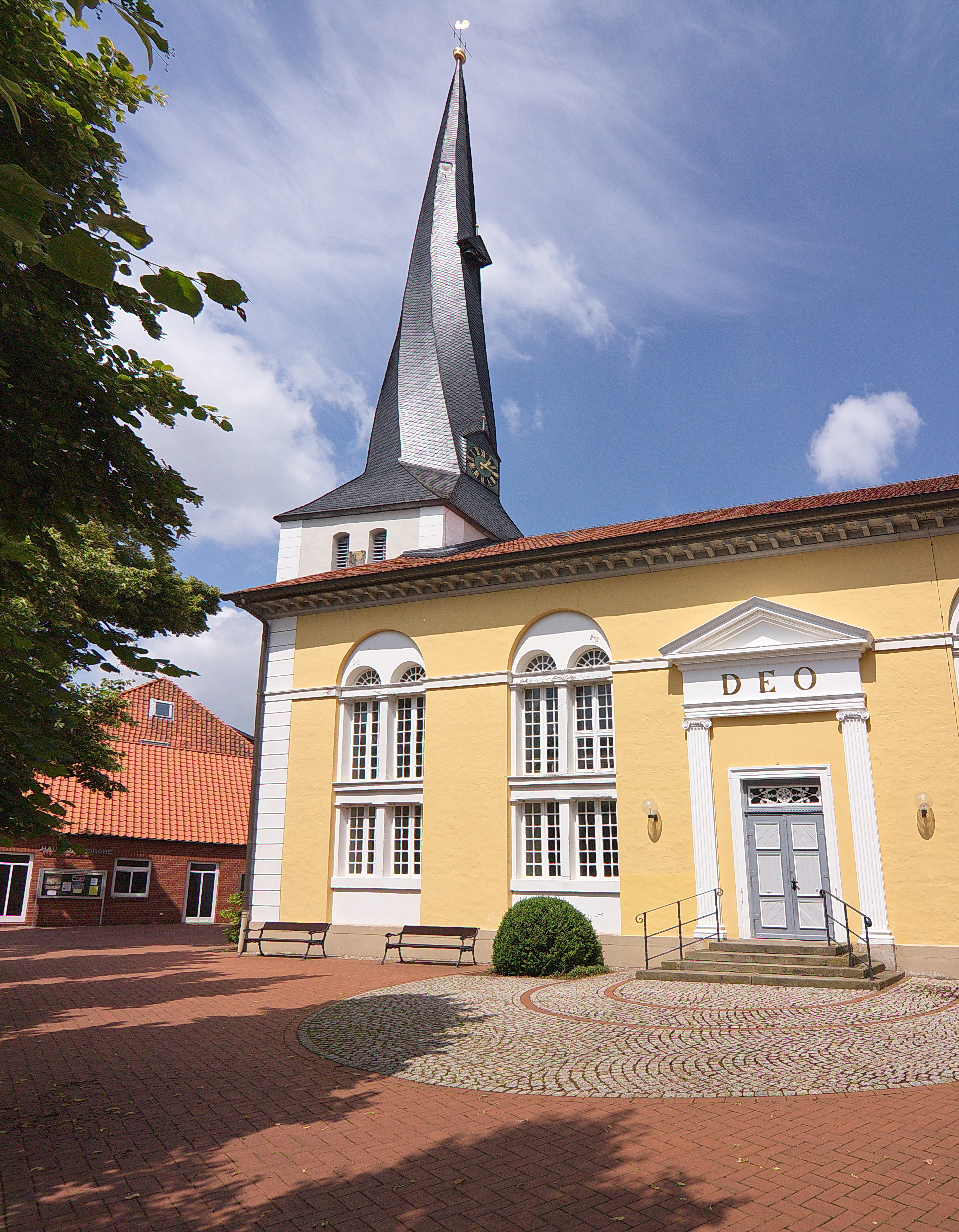
L’église Saint-Jacques
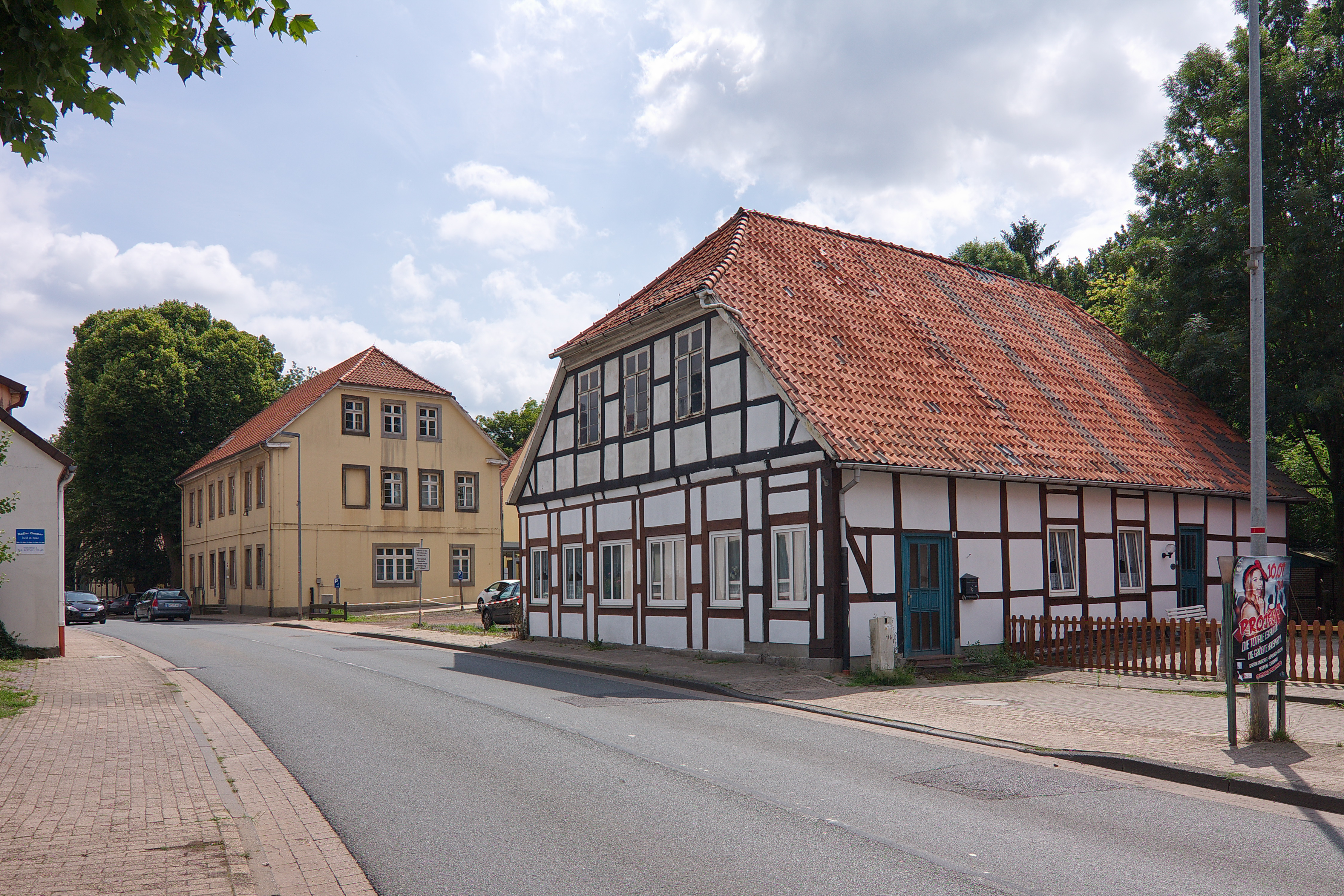
Panorama
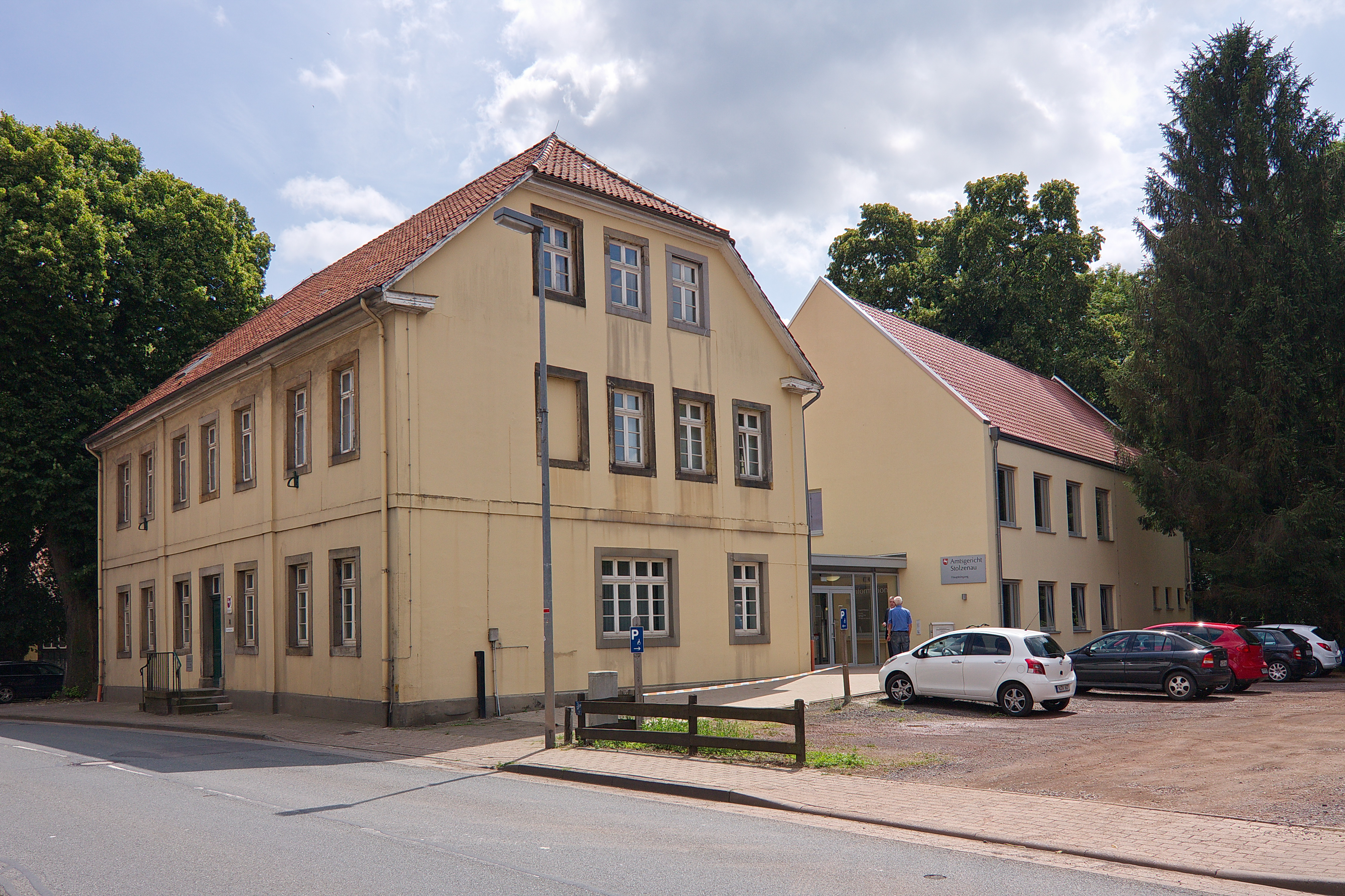
Le bailliage
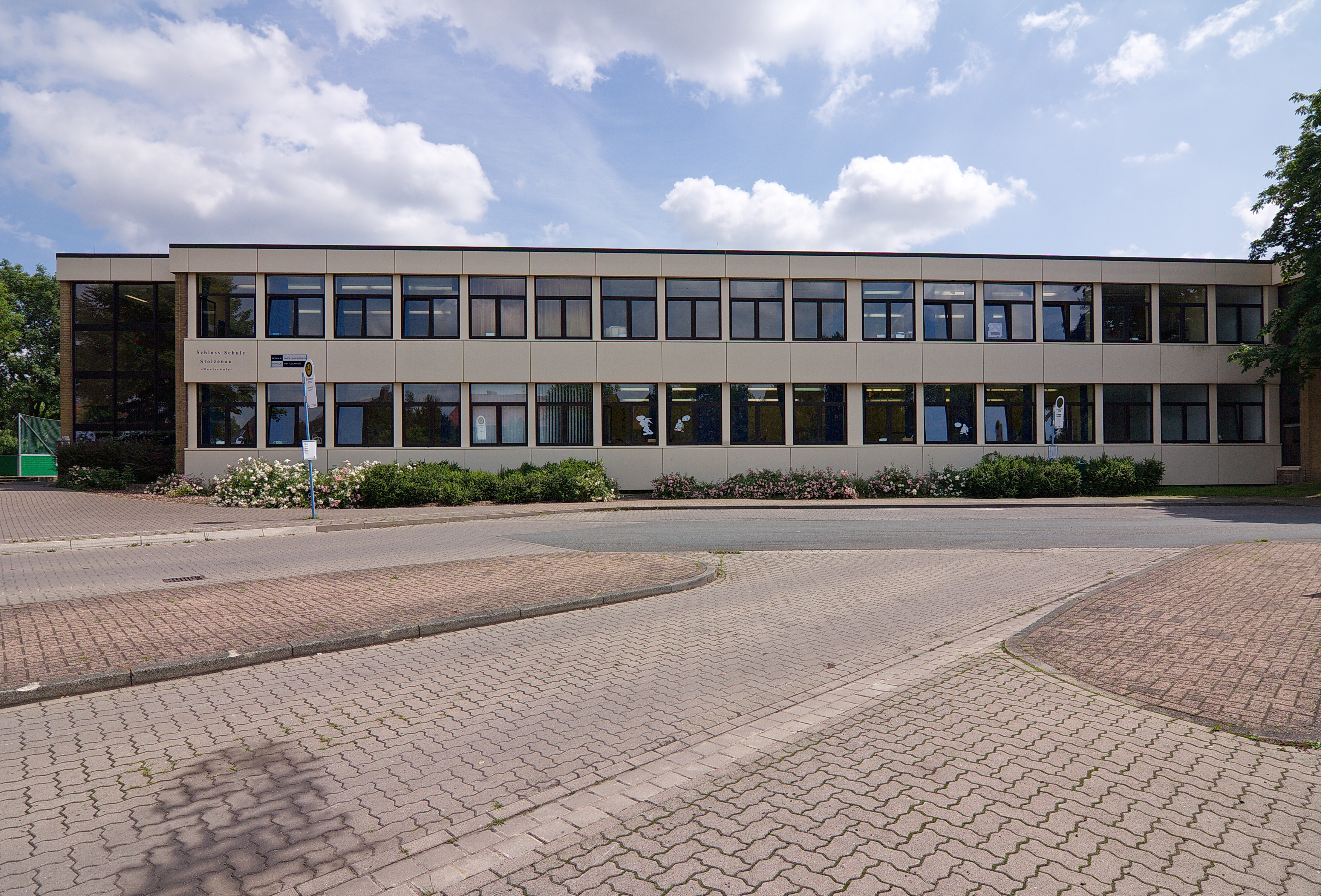
L'école du Château

### Espaces verts et loisirs
- Un cadre naturel intact, avec de nombreuses possibilités pour le nautisme (Weser)
- Le jardin municipal (XIXe siècle) est une donation du marchand Oldemeyer de Brême, fils d'un ancien bourgmestre de Stolzenau,
- La mare du moulin

### Entreprises
L'activité économique de Stolzenau est dominée par l'agriculture, l'industrie de transformation et les gravières. C'est dans cette ville que s'est établie la plus grande mégisserie d'Allemagne (Hornschuch Stolzenau, anciennement Era). Elle fournit des constructeurs automobiles comme VW ou Opel.

### Services publics
- Clinique HELIOS (membre de Kliniken Mittelweser)
- Pompiers volontaires
- Commissariat
- Agence pour l'Emploi
- Dispensaire
- Tribunal d'instance de Stolzenau
- Service de pèlerinage des Églises
- Piscine en plein air
- Palais des sports
- Maison de la Jeunesse

### Infrastructures de transport
La Weser est une voie navigable internationale qui relie Stolzenau au Pont-canal de Minden, notamment.
La gare la plus proche est celle de Leese-Stolzenau sur la Ligne Nienburg–Minden (Weser-Aller-Bahn), à 3 km à l'est du centre-ville.

## Personnalités
- Statius von Münchhausen (1555–1633), noble de la lignée des barons von Münchhausen
- Pauline Tutein (1725–1799), écrivain
- Pieke Biermann (née en 1950), journaliste, écrivain et traductrice
- Peter Franz (né en 1971), pongiste

### Personen, die mit der Gemeinde in Verbindung stehen
- Nikolaus Krage († 1559), théologien, chapelain de Stolzenau
- Johann Nicolaus Schrage (1753–1795), théologien luthérien
- Sebastian Edathy (né en 1969), homme politique (a fréquenté le lycée)